# Figlie di Santa Maria di Leuca
Le Figlie di Santa Maria di Leuca sono un istituto religioso femminile di diritto pontificio: le suore di questa congregazione pospongono al loro nome la sigla F.S.M.L.

## Storia
La congregazione venne fondata a Miggiano il 20 marzo 1938 da Elisa Martinez e venne eretta in istituto di diritto diocesano da Giuseppe Ruotolo, vescovo di Ugento, il 15 agosto 1941.
Le suore si diffusero rapidamente soprattutto nell'Italia settentrionale (Bologna, Como, Chivasso); la loro prima casa famiglia venne aperta a Genova. La prima filiale all'estero venne aperta nel 1945 in Svizzera.
Le Figlie di Santa Maria di Leuca ricevettero il pontificio decreto di lode il 29 maggio 1943.
La fondatrice è stata beatificata da papa Francesco nel 2023.

## Attività e diffusione
Le religiose si dedicano primariamente alla riabilitazione delle madri nubili, ma anche all'assistenza agli emigrati e ai carcerati.
Oltre che in Italia, le suore sono presenti in Europa (Francia, Portogallo, Spagna, Svizzera), nelle Americhe (Canada, Stati Uniti d'America) e in Asia (Filippine, India); la sede generalizia, dal 1946, è a Roma.
Al 31 dicembre 2008 la congregazione contava 672 religiose in 66 case.